# Nematopodius luzonensis
Nematopodius luzonensis là một loài tò vò trong họ Ichneumonidae.